# Абдулмамбетово (Бурзянський район)
Абдулмамбе́тово (рос. Абдулмамбетово, башк. Әбделмәмбәт) — присілок у складі Бурзянського району Башкортостану, Росія. Адміністративний центр Кипчацької сільської ради.
Населення — 629 осіб (2010; 652 в 2002).
Національний склад:
- башкири — 100%